# ماتياس برينر
ماتياس برينر (بالألمانية: Matthias Brenner)‏ (و. 1957 – م) هو ممثل، وممثل مسرحي، وممثل أفلام، وكاتب من ألمانيا . ولد في ماينينغن.

## روابط خارجية
- ماتياس برينر على موقع IMDb (الإنجليزية)
- ماتياس برينر على موقع ألو سيني (الفرنسية)
- ماتياس برينر على موقع أول موفي (الإنجليزية)
- ماتياس برينر على موقع قاعدة بيانات الأفلام السويدية (السويدية)
- ماتياس برينر على موقع قاعدة بيانات الفيلم (الإنجليزية)
- ماتياس برينر على موقع كينوبويسك (الروسية)